# Drobtinka
Drobtinka je potok, ki teče po Ljubljanskem barju. Izvira v bližini naselja Brezovica pri Ljubljani, teče mimo vasi Vnanje Gorice in se kot levi pritok izliva v Ljubljanico.